# Classificació per al Campionat de la CONCACAF 1989
16 seleccions de la CONCACAF va jugar la classificació per al Campionat de la CONCACAF 1989. No obstant això, la FIFA va negar la participació de  Belize per deutes que aquesta selecció tenia amb la FIFA.¡
Hi va haver dues rondes:
- Primera ronda: Canadà, Hondures, El Salvador, Estats Units i Mèxic, els cinc millors equips segons la FIFA, van avançar directament a la segona ronda. Els deu equips restants van ser emparellats per jugar eliminatòries a doble partit. Els guanyadors van avançar a la segona ronda.
- Segona ronda: Els deu equips van ser emparellats per jugar eliminatòries a doble partit. Els guanyadors es van classificar per al torneig.

## Primera ronda
- 17 d'abril de 1988, Georgetown, Guyana -  Guyana 0 - 4  Trinitat i Tobago

- 8 de maig de 1988, Port of Spain, Trinitat i Tobago -  Trinitat i Tobago 1 - 0  Guyana

Trinitat i Tobago es va classificar per a la Segona Ronda amb un marcador global de 5-0.
- 30 d'abril de 1988, L'Havana, Cuba -  Cuba 0 - 1  Guatemala

- 15 de maig de 1988, San Marcos (municipi de Guatemala) -  Guatemala 1 - 1  Cuba

Guatemala es va classificar per a la Segona Ronda amb un marcador global de 2-1.
- 12 de maig de 1988, Kingston, Jamaica -  Jamaica 1 - 0  Puerto Rico

- 29 de maig de 1988, San Juan, Puerto Rico -  Puerto Rico 1 - 2  Jamaica

Jamaica es va classificar per a la Segona Ronda amb un marcador global de3-1.
- 19 de juny de 1988, St. John's, Antigua i Barbuda -  Antigua i Barbuda 0 - 1  Antilles Neerlandeses

- 29 de juliol de 1988, Willemstad, Antilles Neerlandeses -  Antilles Neerlandeses 3 - 1 (prò.)  Antigua i Barbuda

Les Antilles Neerlandeses es va classificar per a la Segona Ronda amb un marcador global de 4-1.
- 17 de juliol de 1988, San José, Costa Rica -  Costa Rica 1 - 1  Panamà

- 31 de juliol de 1988, Ciutat de Panamà, Panamà -  Panamà 0 - 2  Costa Rica

Costa Rica es va classificar per a la Segona Ronda amb un marcador global de 3-1.

## Segona ronda
- 24 de juliol de 1988, Kingston, Jamaica -  Jamaica 0 - 0  Estats Units

- 13 d'agost de 1988, Saint Louis, Estats Units -  Estats Units 5 - 1  Jamaica

Estats Units es va classificar per al torneig amb un marcador global de 5-1.
- 9 d'octubre de 1988, Ciutat de Guatemala, Guatemala -  Guatemala 1 - 0  Canadà

- 15 d'octubre de 1988, Vancouver, Canadà -  Canadà 3 - 2  Guatemala

El marcador global va ser de 3-3, i Guatemala es va classificar per al torneig pel valor doble dels gols marcats fora.
- 30 d'octubre de 1988, Port of Spain, Trinitat i Tobago -  Trinitat i Tobago 0 - 0  Hondures

- 13 de novembre de 1988, Tegucigalpa, Hondures -  Hondures 1 - 1  Trinitat i Tobago

TEl marcador global va ser d'1-1, i Trinitat i Tobago es va classificar per al torneig pel valor doble dels gols marcats fora..
- 1 d'octubre de 1988, Willemstad, Antilles Neerlandeses -  Antilles Neerlandeses 0 - 1  El Salvador

- 16 d'octubre de 1988, San Salvador, El Salvador -  El Salvador 5 - 1  Antilles Neerlandeses

El Salvador es va classificar per al torneig amb un marcador global de 6-1.
 Mèxic va ser desqualificat per jugar amb jugadors majors a un torneig juvenil, per la qual cosa  Costa Rica es va classificar per al torneig automàticament.